# Calcita

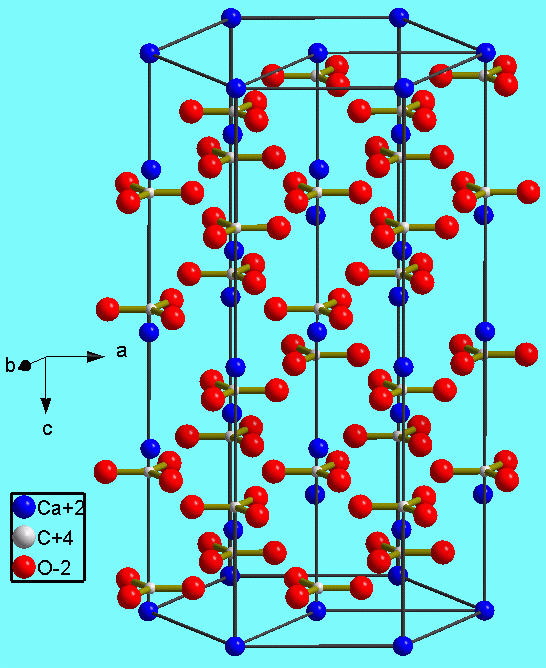
Estructura cristalina de la calcita

La calcita es un mineral formado por carbonato cálcico (CaCO3), de la clase 5 de la clasificación de Strunz, los llamados minerales carbonatos y nitratos. A veces, se usa como sinónimo caliza, aunque es incorrecto pues esta última es una roca, no un mineral. Su nombre viene del latín calx, que significa cal viva. Es el mineral más estable que existe de carbonato de calcio, frente a los otros dos polimorfos con la misma fórmula química aunque distinta estructura cristalina: el aragonito y la vaterita, más inestables y solubles.
La calcita es muy común y tiene una amplia distribución por todo el planeta, se calcula que aproximadamente el 4 % en peso de la corteza terrestre es de calcita.
Presenta una variedad enorme de formas y colores. Se caracteriza por su relativamente baja dureza (3 en la escala de Mohs) y por su elevada reactividad incluso con ácidos débiles, tales como el vinagre, además de la mencionada prominente división en muchas variedades —se han descrito cientos— según las impurezas de iones metálicos que puede llevar.
La mejor propiedad para identificar a la calcita es el test del ácido, pues este mineral siempre produce efervescencia con los ácidos. Puede emplearse como criterio para conocer si el cemento de rocas areniscas y conglomerados es de calcita. El motivo de ello es la siguiente reacción:
CaCO3 + 2H+ → Ca2+ + H2O + CO2 (gas)
donde el dióxido de carbono produce burbujas al escapar en forma de gas. Cualquier ácido puede producir este resultado, pero es recomendable usar el ácido clorhídrico diluido o el vinagre para este test. Otros carbonatos muy parecidos, como la dolomita, no producen esta reacción tan fácilmente.

## Variedades
La calcita es el extremo cálcico de una serie de solución sólida cálcico-manganésica con el otro extremo de rodocrosita (MnCO3). Los minerales de esta serie pueden ser considerados como variedades de calcita.
Existen tantas variedades de calcita que es imposible describirlas todas ellas, aunque algunas son más conocidas como por ejemplo su forma más común, el cristal escalenoedro también llamado diente de perro, que presenta la forma de una dipirámide con cierto parecido a los dientes de los cánidos, de ahí su nombre.
El denominado ónix mexicano es una variedad de calcita usada con propósitos ornamentales, pues se talla con facilidad en pequeñas figuras, vasos y otros objetos comunes. No se debe confundir con el verdadero ónix, variedad de cuarzo semipreciosa.
Otra variedad muy común es el llamado espato de Islandia, que son fragmentos de calcita totalmente incoloros y transparentes. Fue descrita en cavidades basálticas de Islandia y muestra con mucha claridad el fenómeno de la birrefringencia o refracción doble.

## Ambiente de extracción
Sus cristales se encuentran en la mayoría de los depósitos sedimentarios geológicos o bien como mineral de sustitución formado  en muchos otros ambientes, aunque lo más común es que aparezca sin ser visibles sus cristales como material masivo formando rocas calizas, donde es el componente fundamental y casi único mineral de esta roca.
Como depósito sedimentario de tipo químico mediante evaporación de soluciones muy ricas en bicarbonato cálcico forma la caliza química, aunque también puede formarse por la actividad de los organismos marinos que forman sus conchas de carbonato cálcico y al morir sedimentan estas dando lugar a las llamadas calizas organogénicas.
También puede sufrir metamorfismo regional o de contacto y transformarse en mármol por recristalización de la calcita, y rara vez forma rocas ígneas (carbonatitas). También es un mineral común en filones hidrotermales de baja temperatura, asociada a sulfuros.
En las cuevas de paisajes cársticos se forman depósitos de calcita muy característicos, las llamadas estalactitas, estalagmitas, columnas, travertinos, etc.
La llamada agua dura, es un agua encontrada en regiones ricas en calcita y que contiene una alta concentración de calcio. Si esta concentración es muy elevada, el agua no hace espuma en contacto con el jabón.

## Localización, extracción y usos de la calcita
Se localiza en canteras repartidas por el mundo entero. Es fácil encontrar como minerales asociados los siguientes: siderita, cuarzo, pirita, prehnita, fluorita, dolomita y baritina.
Muy explotado en canteras de las que se extrae en gran cantidad para una amplia variedad de usos, desde utilización para fabricar cementos y morteros, tal como piedras de construcción de caliza y mármol, rocalla y grava también para la construcción, abonos agrícolas para tierras demasiado ácidas, o incluso la calcita transparente para la industria óptica como prismas polarizadores de microscopios. La caliza fundida se usa también en la industria metalúrgica del acero y en la fabricación de vidrio.
La mayoría de los cristales de espato de Islandia proceden de México. Hay ejemplares de cristales notables en varias localizaciones de Estados Unidos, en Sajonia (Alemania), en Brasil, Guanajuato (México), Cornualles (Inglaterra), India y muchos sitios de África.
La calcita es uno de los mejores minerales tipo para colecciones, pues hay muchas formas interesantes y variedades, así como coloridos y hermosos especímenes. Son relativamente fáciles de identificar por los coleccionistas por su doble refracción y por su reacción con ácido. Aun así, se debe tener cuidado ya que tal reacción decolora el área la cual ha tenido contacto con el ácido y disminuye la suavidad y brillo, incluso puede llegar a descomponerla en pequeños trozos de arena. Por su belleza también ha sido empleada la calcita para tallar esculturas.
Recientemente se ha logrado un experimento de invisibilidad con pequeños objetos como clips y alfileres utilizando dos fragmentos de calcita y refractando la luz.

## Galería de imágenes

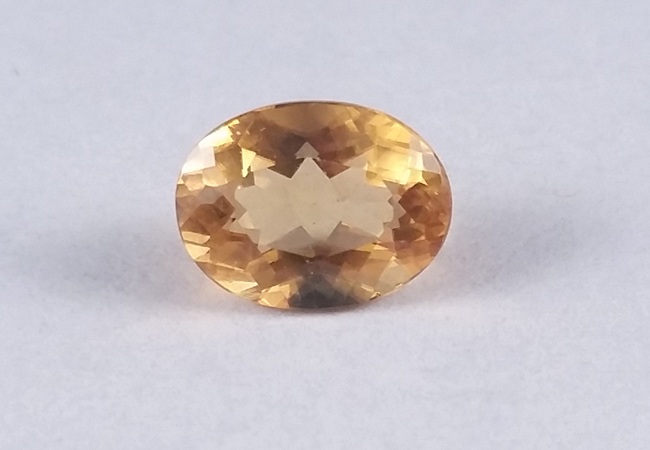
Calcita tallada (corte oval) (México).
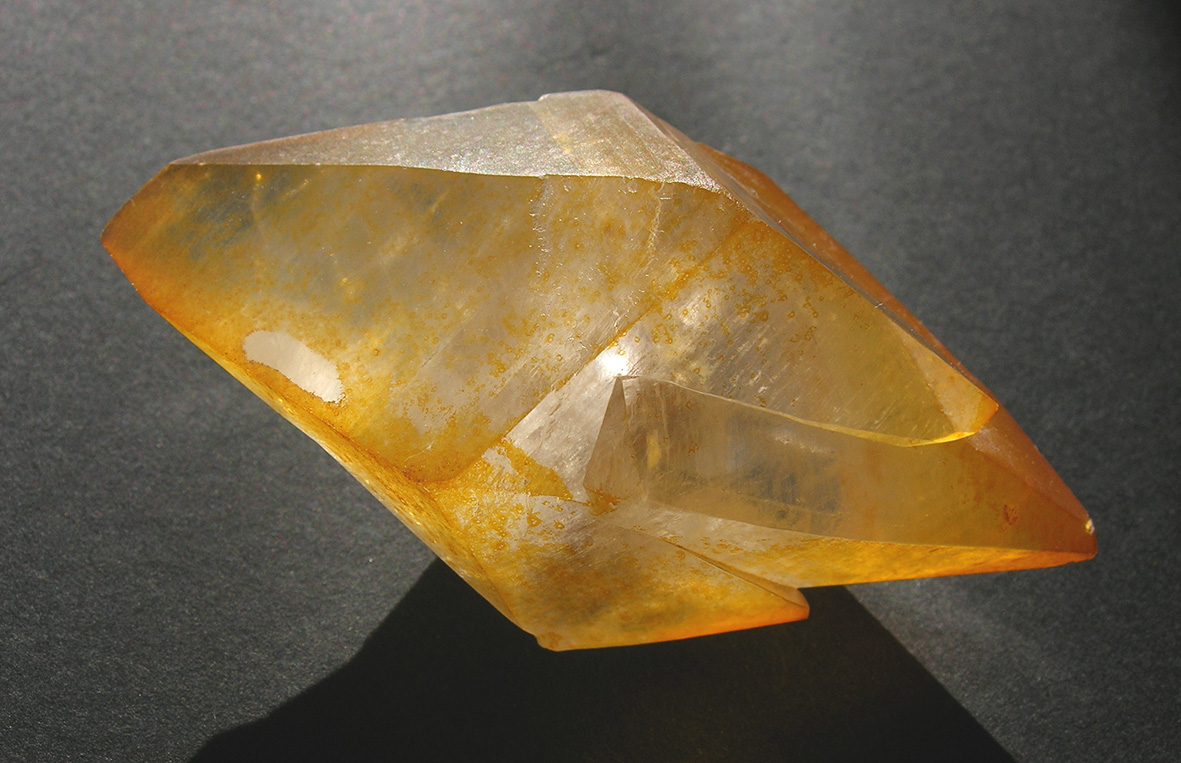
Cristal de calcita bipiramidal («diente de perro»).
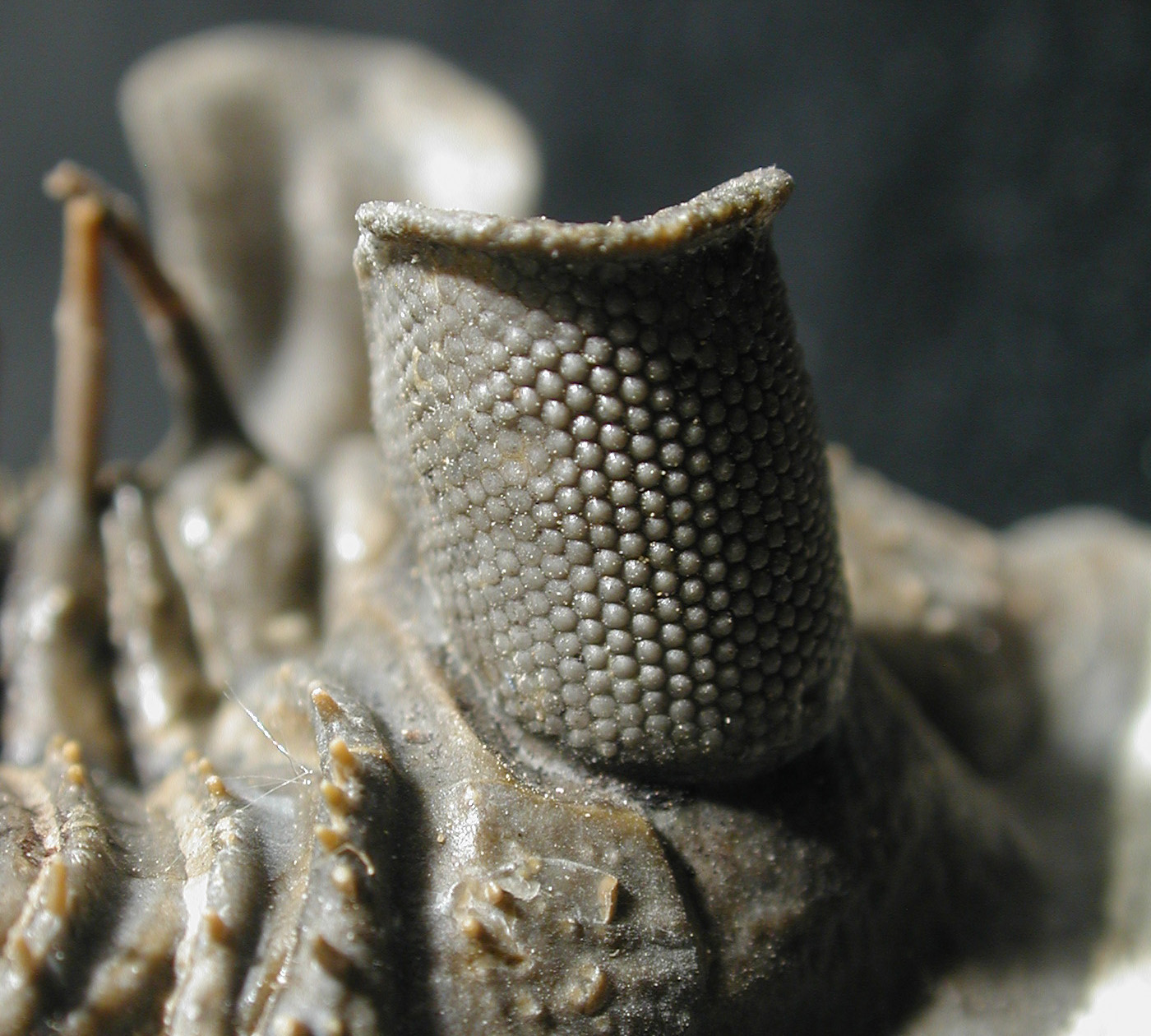
Ojo de trilobite formado de calcita.
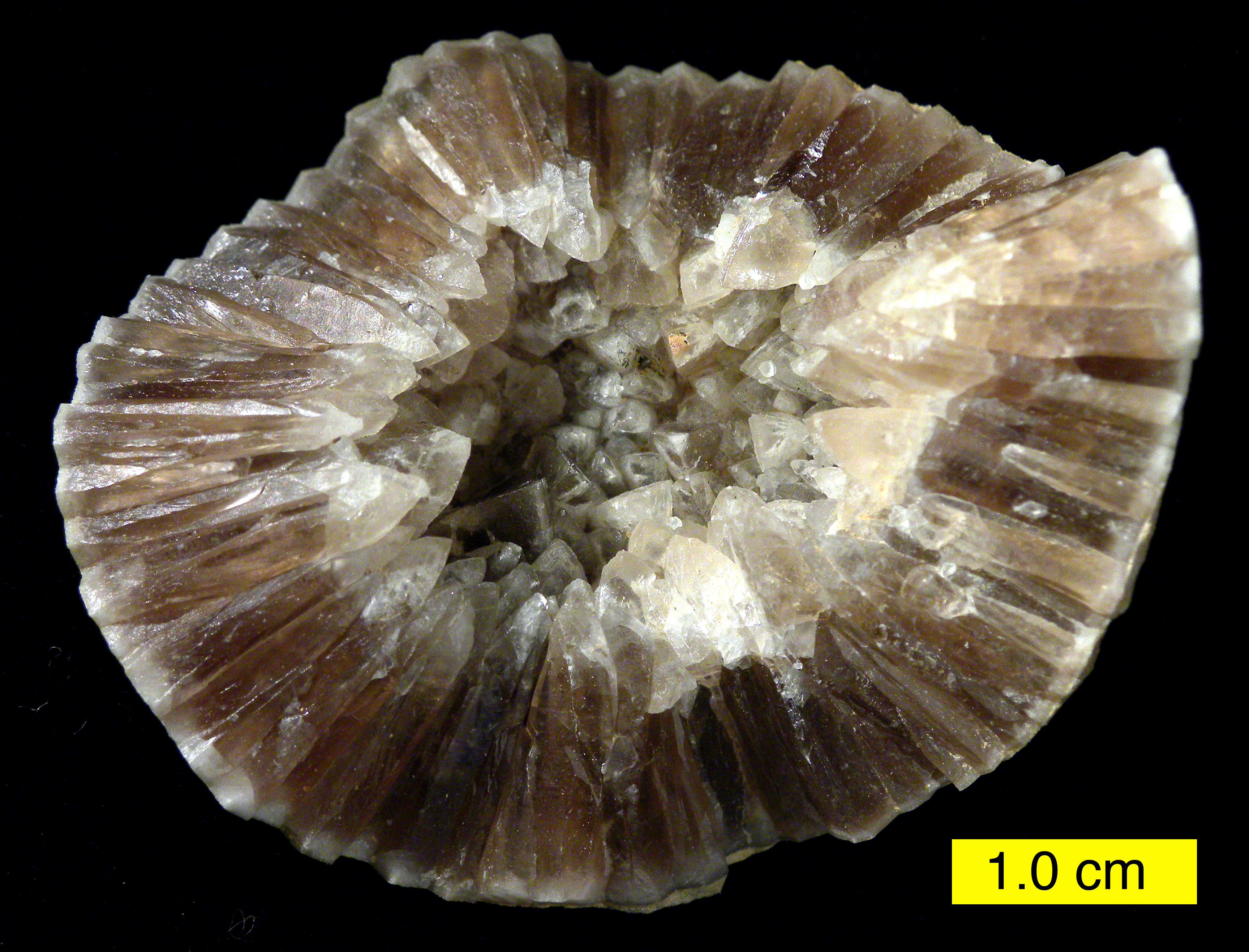
Cristales de calcita en el interior de un cystoide del Ordovícico medio (Noreste de Estonia).
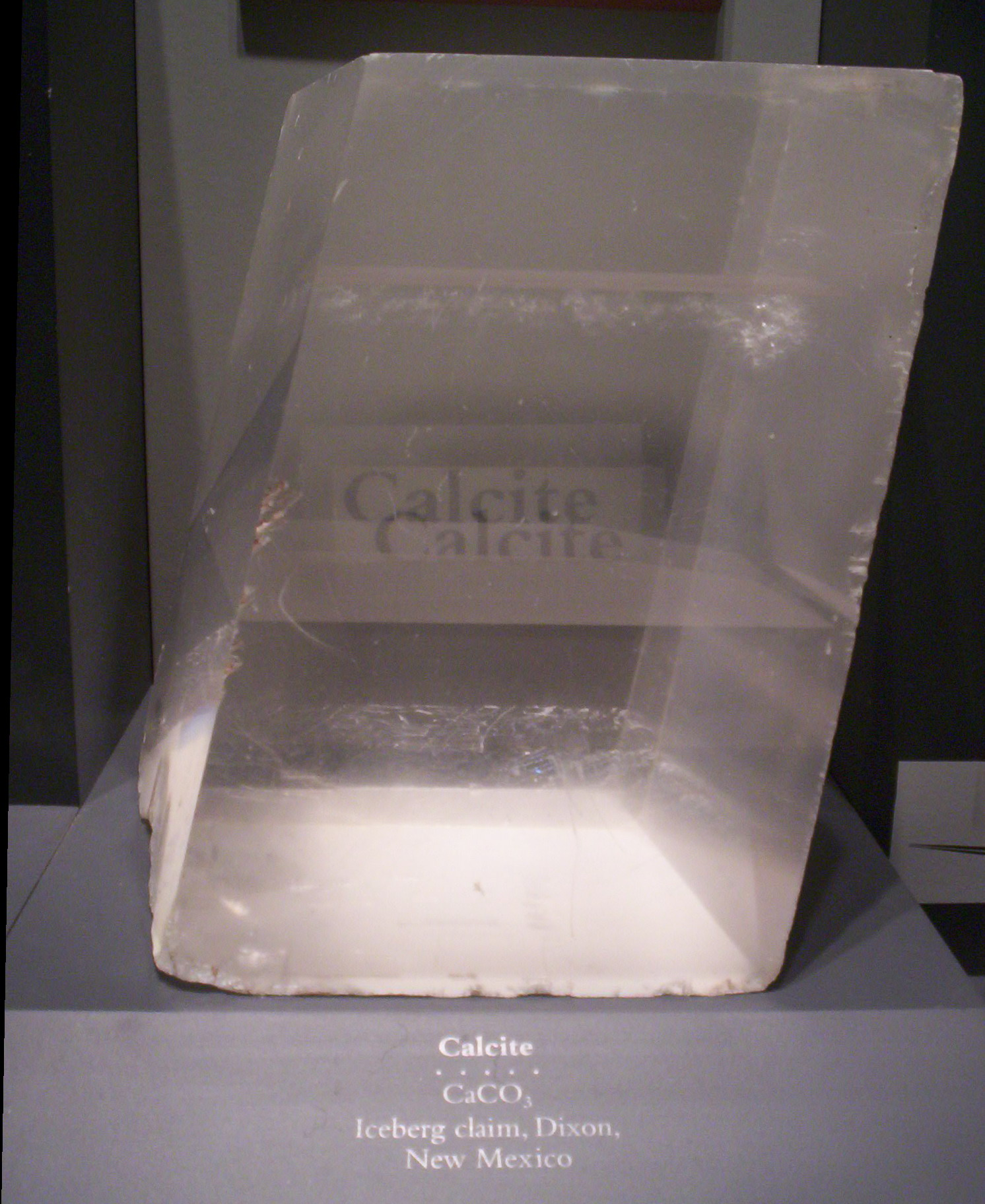
Romboide de calcita (Espato de Islandia) (Dixon, Nuevo México mostrando birrefringencia).
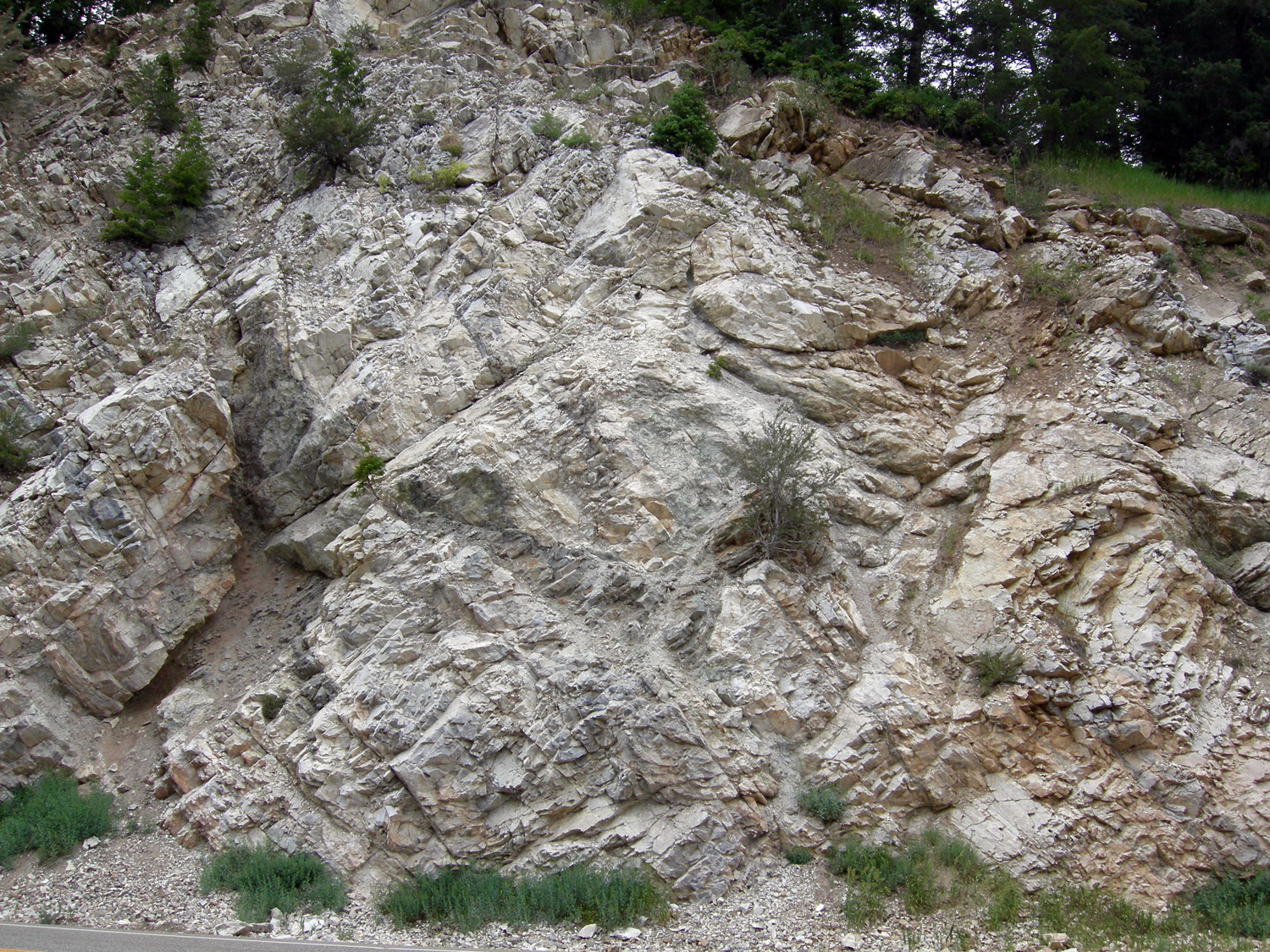
Mármol de calcita (Big Cottonwood Canyon, Utah).
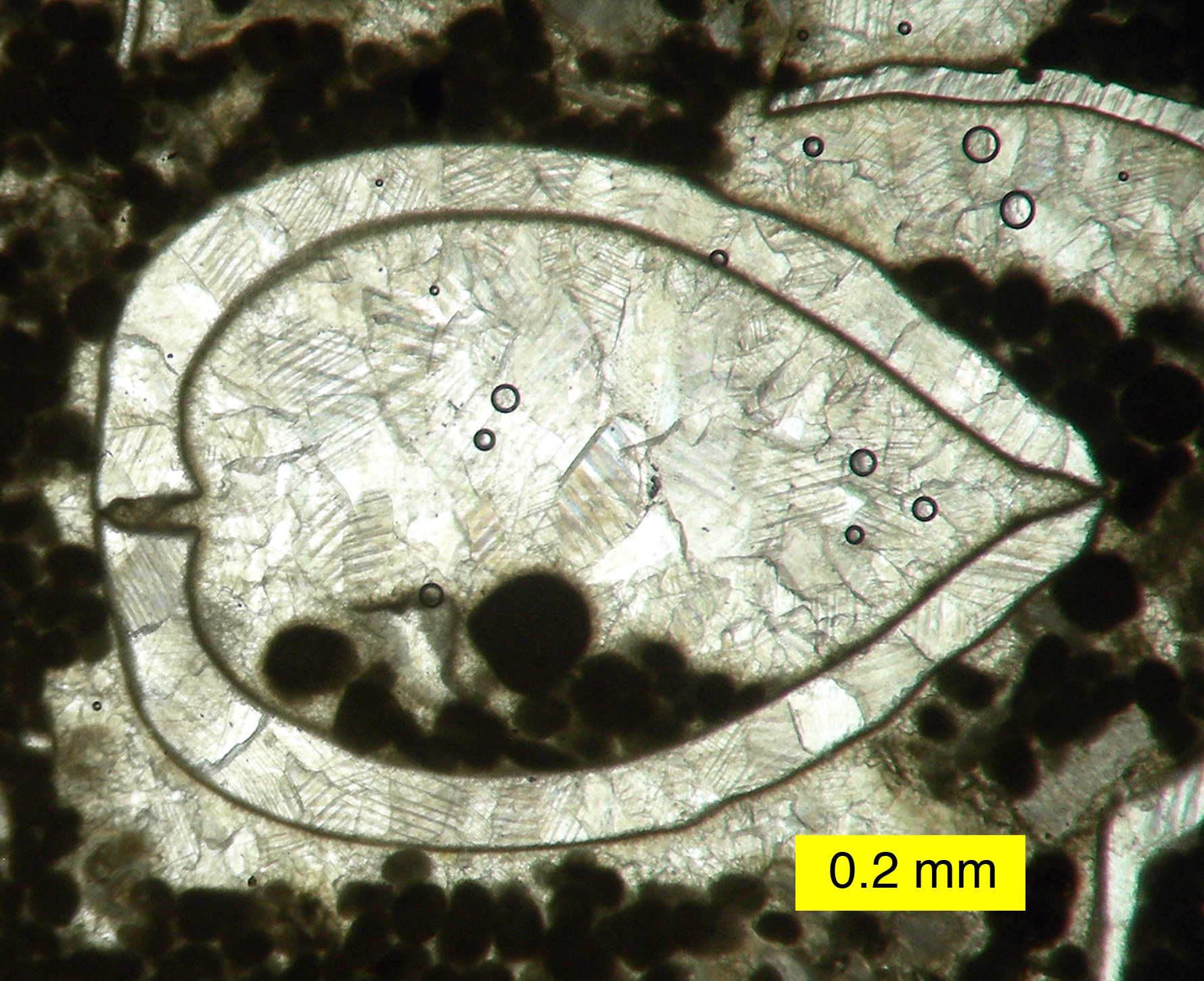
Calcita recristalizada en el interior de una concha de bivalvo.
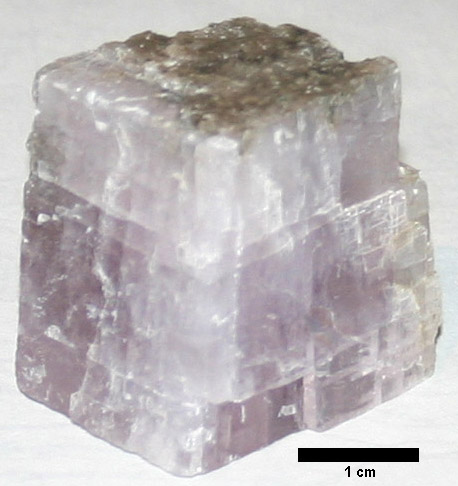
Calcita conteniendo niobio (con un color azulado distintivo) (Medford Quarry, Maryland).
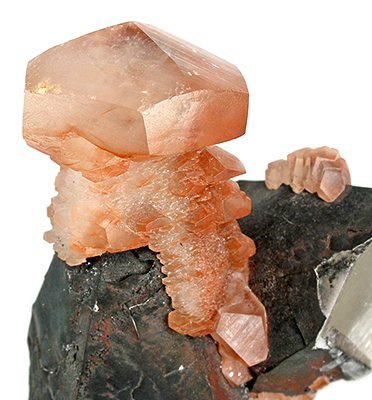
Calcita romboédrica rojiza (contenido de hierro) (China).
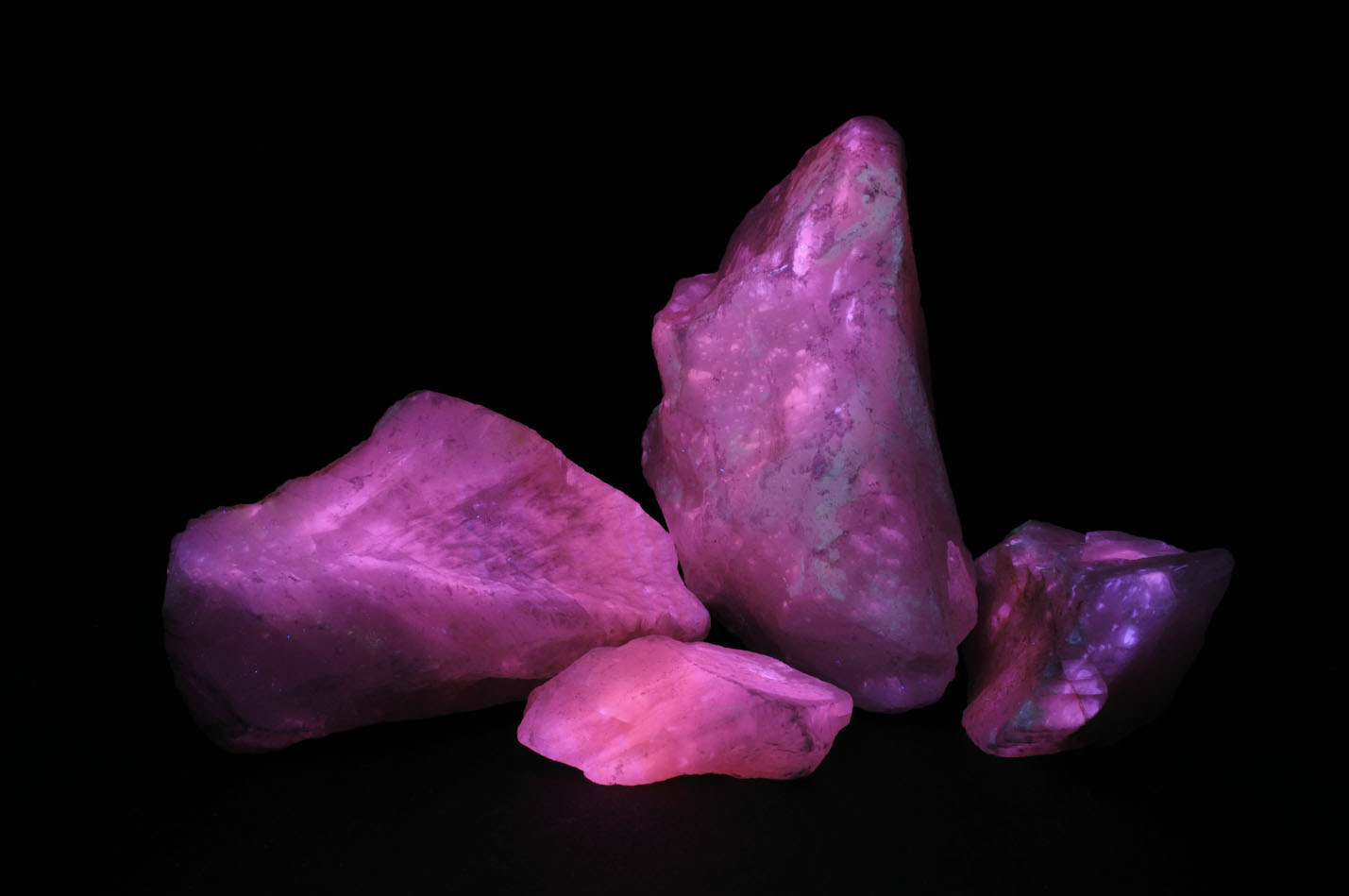
Calcita fluorescente en color rosa bajo luz ultravioleta.
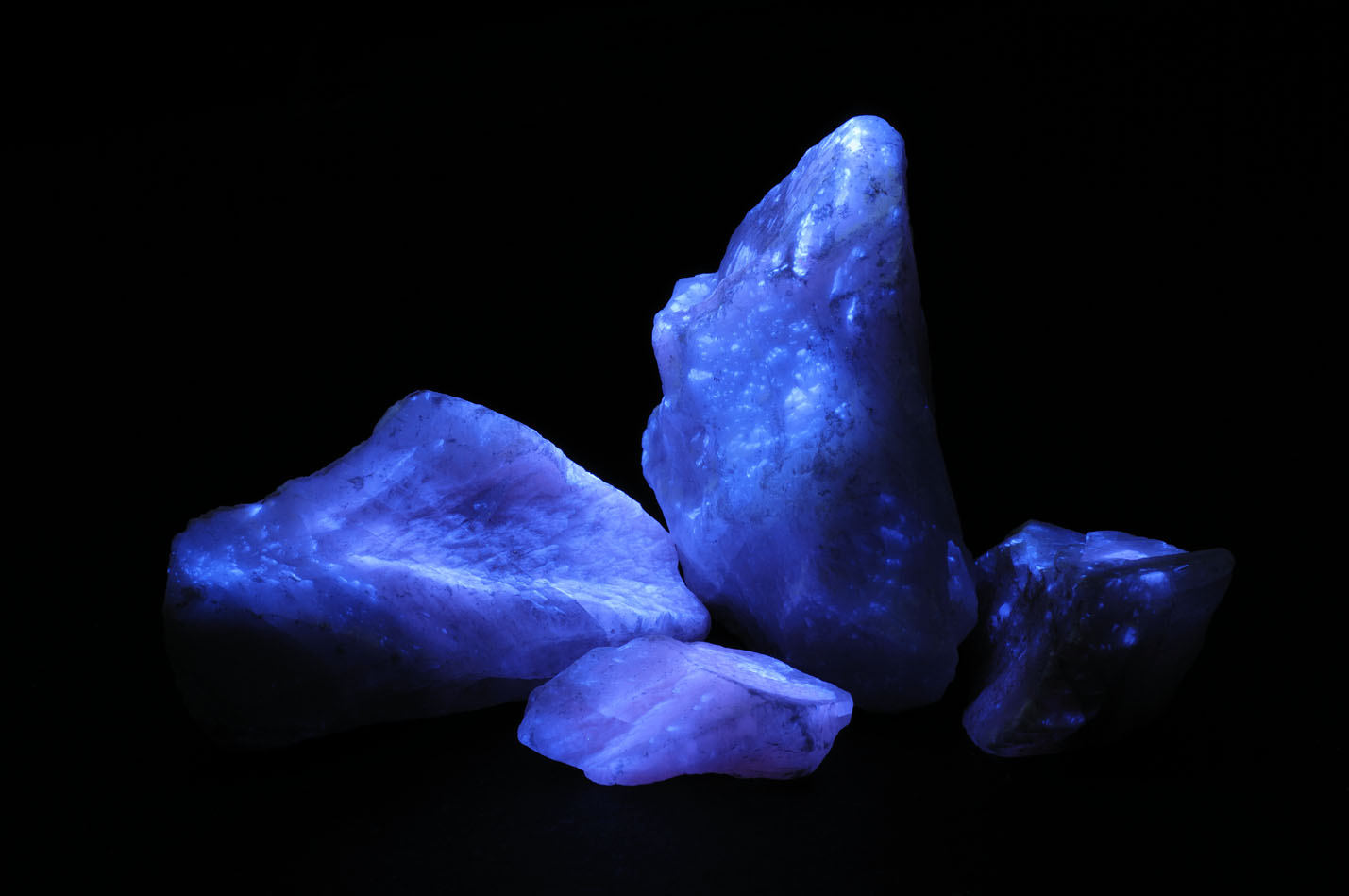
Calcita fluorescente en color azul bajo luz ultravioleta.
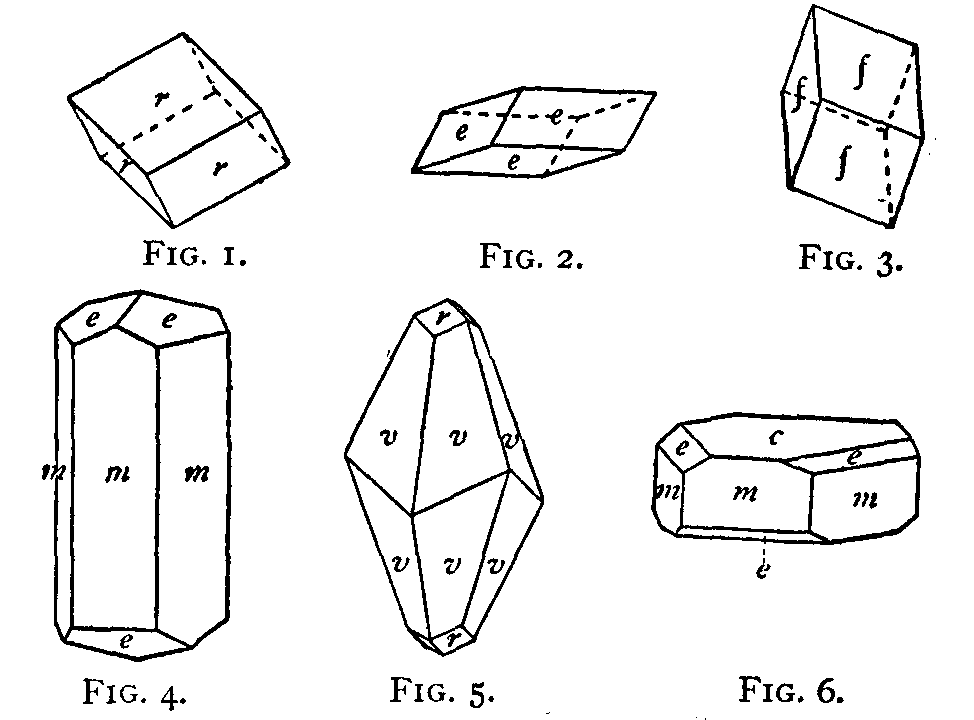
Algunos hábitos de la calcita.